# Electricidad atmosférica

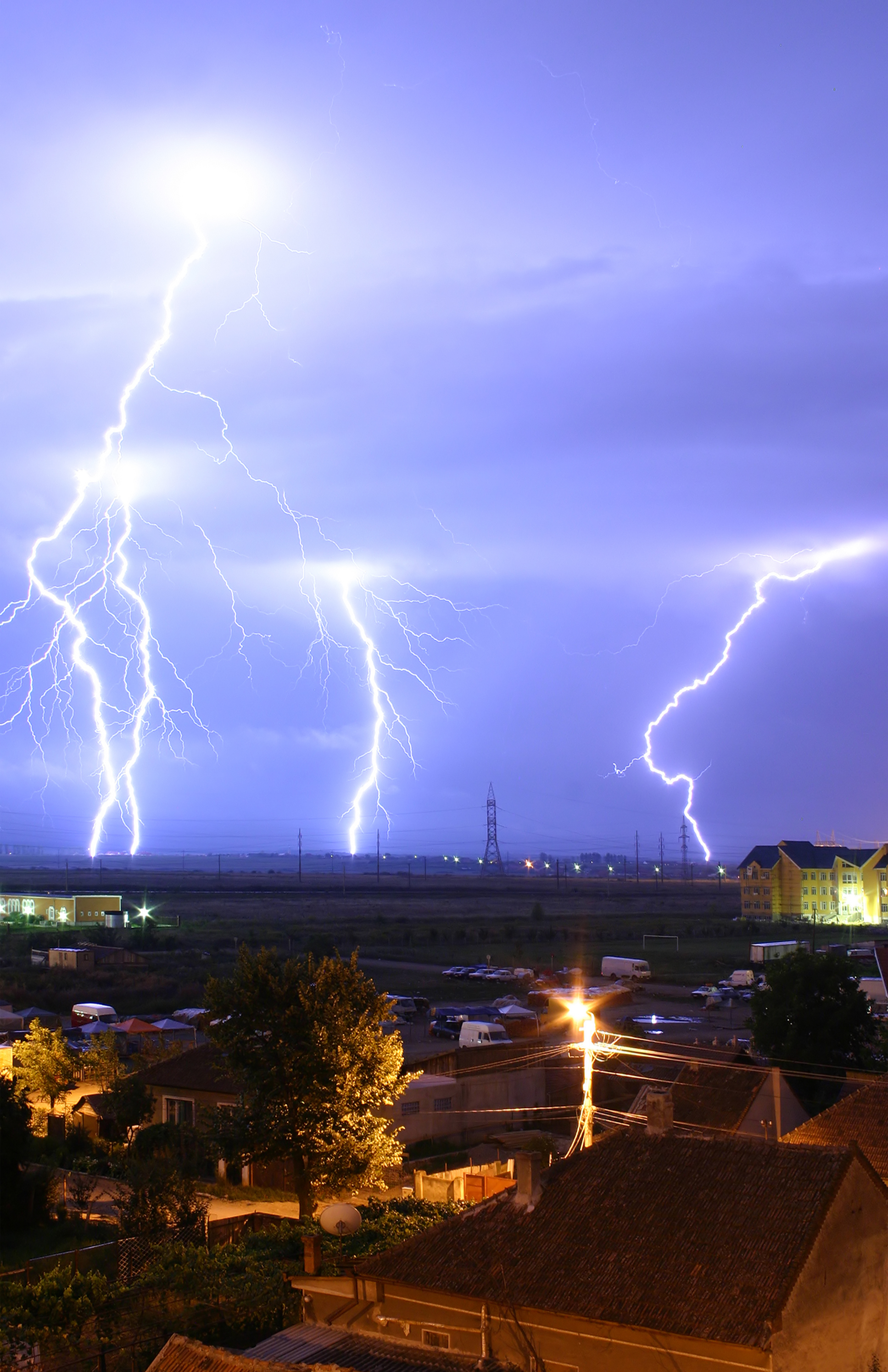
Relámpago de nube a tierra en el circuito eléctrico global de la atmósfera. Este es un ejemplo de plasma presente en la superficie de la Tierra. Normalmente, los relámpagos descargan sobre 30.000 amperios, hasta unos 100 millones de Volts (Voltios), y emiten luz, ondas de radio, rayos X, e incluso rayos gamma. Las temperaturas del plasma en un rayo puede acercarse a los 28.000 kelvin y las densidades electrónicas pueden superar el 10^{24}/m³.

La electricidad atmosférica es la variación diurna de la red electromagnética de la atmósfera (o, más general, cualquier sistema eléctrico en la atmósfera de un planeta). La superficie de la Tierra, la ionosfera, y la atmósfera se conocen como el “circuito eléctrico atmosférico mundial”. El estudio de la electricidad atmosférica es un tema multidisciplinar con una larga historia, que comprende conceptos de electrostática, física atmosférica, meteorología y ciencias de la Tierra.
Siempre hay electricidad libre en el aire y en las nubes, que actúan por inducción sobre la tierra y los dispositivos electromagnéticos. Los experimentos han demostrado que siempre hay electricidad libre en la atmósfera, la cual es unas veces negativa y otras veces positiva, pero la mayoría de las veces es en general positiva, y la intensidad de esta electricidad libre es mayor a mediodía que por la mañana o la noche y es mayor en invierno que en verano. Con buen tiempo, el potencial aumenta con la altitud en una tasa, de acuerdo con algunos autores, de alrededor de 100 voltios por metro.
El medio atmosférico, por el que estamos rodeados, no solo contiene electricidad combinado, como cualquier otra forma de la materia, sino también una cantidad considerable en estado libre y sin combinar, a veces de un tipo, a veces de otro; pero como regla general es siempre de naturaleza opuesta a la de la tierra. Diferentes capas o estratos de la atmósfera, situadas a muy corta distancia unos de otros, se encuentran frecuentemente en diferente estado eléctrico. El fenómeno de la electricidad atmosférica puede ser de tres tipos. Está el fenómeno eléctrico de las tormentas y el fenómeno de la electrificación continua en el aire, y el fenómeno de la aurora polar constituye el tercer tipo.
La mayoría de las autoridades están de acuerdo, sin embargo, que sea cual sea el origen de la electricidad libre en la atmósfera la electricidad de enormes tensiones que disrumpe el aire y produce el fenómeno del rayo se debe a la condensación del vapor de agua que forma las nubes; cada pequeña gota de vapor mientras se mueve por el aire recoge en su superficie una cierta cantidad de electricidad libre. Entonces, como las gotas de vapor se funden en gotas más grandes con la correspondiente disminución de la superficie total expuesta, el potencial eléctrico aumenta hasta que se sobrepasa la resistencia del aire. Esta observación puede ser entendida más claramente cuando se considera que con una determinada carga eléctrica su potencial aumenta cuando la capacidad eléctrica del objeto disminuye, como es el caso que ocurre cuando las diminutas gotas de vapor se unen en grandes gotas. La similitud del rayo con la electricidad desarrollada por una máquina eléctrica fue demostrada por Franklin en sus memorables experimentos con cometas.

## Historia
La detonación de las chispas procedentes de máquinas eléctricas y de botellas de Leyden sugirió a los primeros experimentadores, Hauksbee, Newton, Muro, Nollet, y Gray, que los rayos y truenos eran debidos a descargas eléctricas. En 1708, el teólogo William Wall fue uno de los primeros en observar que las descargas de chispas se parecían a un rayo en miniatura, después de observar las chispas de una pieza de ámbar cargada. 
A mediados del siglo XVIII, los experimentos de Benjamin Franklin mostraron que los fenómenos eléctricos de la atmósfera no eran fundamentalmente diferentes de los producidos en el laboratorio. En 1749, Franklin observó que el rayo posee casi todas las propiedades observables en las máquinas eléctricas y en julio de 1750, elaboró la hipótesis de que la electricidad podría ser tomada de las nubes a través de una alta antena de metal con una punta afilada. Antes de que Franklin realizara su célebre experimento en 1752, Thomas-François d'Alibard erigió una barra de hierro de 40 m de alto en Marly-la-Ville, cerca de París, dibujando chispas desde una nube que pasaba. Con antenas aisladas del suelo, un investigador podría aportar un camino a tierra con un tirador aislado con cera cerca de la antena, y observar una descarga de chispa desde la antena al cable de tierra. En mayo de 1752, d'Alibard afirmó que la teoría de Franklin era correcta. 
Franklin listó las siguientes similitudes entre la electricidad y el relámpago:
- producen de luz de un color similar;
- movimiento rápido;
- son conducidos por los metales, el agua y el hielo;
- funden metales y encienden sustancias inflamables;
- olor "sulfuroso" (que ahora se sabe que es debido al ozono);
- magnetizan agujas;
- la similitud entre el fuego de San Telmo y el resplandor de la descarga.

Alrededor de junio de 1752, Franklin informó de su famoso experimento realizado con la cometa. El experimento de la cometa fue repetido por Romas, que señaló chispas procedentes de una cadena metálica de 2,7 m de largo, y por Cavallo, quien hizo muchas observaciones importantes sobre la electricidad atmosférica. L.G. Lemonnier (1752) también reprodujo el experimento de Franklin con una antena, pero sustituyó el cable de tierra con algunas partículas de polvo (atracción testigo). Continuó el documento de la electrificación de la atmósfera en un día claro y la variación diurna de la electricidad de la atmósfera. G. Beccaria (1775) confirmó los datos de variación diurna de Lemonnier y determinó que la polaridad de la carga de la atmósfera era positiva con buen tiempo. H.B. Saussure (1779) registró datos relativos a la carga inducida en un conductor en la atmósfera. El instrumento de Saussure (que contenía dos pequeñas esferas suspendidas en paralelo con dos cables finos), fue un precursor del electrómetro. Saussure encontró que la condición de buen tiempo tenía una variación anual. Saussure también encontró que había una variación con la altura. En 1785, C.A. Coulomb descubrió la conductividad del aire. Su descubrimiento era contrario a la idea que prevalecía en ese momento de que los gases atmosféricos eran aislantes (que lo son en cierta medida, o al menos no muy buenos conductores cuando no están ionizados). Por desgracia, su investigación fue completamente ignorada. P. Erman (1804) teorizó que la Tierra estaba cargado negativamente. J.C.A. Peltier (1842) probó y confirmó la idea de Erman. Lord Kelvin (1860) propuso que las cargas positivas de la atmósfera explicaban la “condición de buen tiempoy, más tarde, reconoció la existencia de campos eléctricos atmosféricos. 
En el curso del siguiente siglo, utilizando las ideas de Alessandro Volta y Francis Ronald, varios investigadores contribuyeron al creciente cuerpo de conocimientos sobre los fenómenos atmosféricos eléctricos. Con la invención del electrómetro portátil se introdujo un mayor nivel de precisión en los resultados observacionales. Hacia el final del siglo XIX llegó el descubrimiento por W. Linss (1887) de que incluso los conductores más perfectamente aislados perdían su carga, como Coulomb antes que él ya había encontrado, y que esta pérdida dependía de las condiciones atmosféricas. H. H. Hoffert (1888) identificó rayos individuales que caían hacia abajo usando la cámara rápida e informó de ello en "Relámpagos intermitentes". J. Elster y H.F. Geitel, quien también trabajó en emisión termoiónica, propuso una teoría para explicar la estructura de las tormentas eléctricas (1885) y, más tarde, descubrió la radiactividad atmosférica (1899). Para entonces ya había quedado claro que los iones positivos y negativos libremente cargados están siempre presentes en la atmósfera, y que las emanaciones radiantes podrían ser recogidos. F. Pockels (1897) estimó la intensidad de la corriente de los rayos mediante el análisis de los relámpagos en el basalto y estudiando los restos de los campos magnéticos (el basalto, que es un mineral ferromagnético, queda penetrado magnéticamente cuando se expone a un campo externo intenso como los generados en un rayo).
Usando un “electrómetro Peltier”, Luigi Palmieri investigó la electricidad atmosférica. Nikola Tesla y Hermann Plauson investigaron la producción de energía y potencia a través de la electricidad atmosférica. Tesla también propuso utilizar el circuito eléctrico de la atmósfera para transmitir energía de forma inalámbrica a grandes distancias (véase su torre Wardenclyffe y su transmisor amplificador). La estación polar polaca, Hornsund  ha investigado la magnitud del campo eléctrico de la Tierra y registrado su componente vertical. Los descubrimientos sobre la electrificación de la atmósfera a través de instrumentos eléctricos sensibles y las ideas sobre cómo se mantiene la carga negativa de la Tierra se han desarrollado principalmente en el siglo XX. Mientras que una cierta cantidad de trabajo observacional se ha realizado en las ramas de la electricidad atmosférica, la ciencia no se ha desarrollado en una medida considerable. Se piensa que cualquier aparato que pueda utilizarse para extraer energía útil a partir de la electricidad atmosférica sería prohibitivamente costoso de construir y de mantener, lo que es probablemente el motivo por el que este campo no haya atraído mucho interés.

## Descripción
La electricidad atmosférica abunda en el medio ambiente, y algunos indicios de ello se encuentran a menos de un metro de la superficie de la Tierra, pero al aumentar la altura se hacen más evidente. La idea principal es que el aire sobre la superficie de la tierra está por lo general, durante el buen tiempo, electrificado positivamente, o al menos es positivo con respecto a la superficie terrestre (la superficie de la Tierra es relativamente negativa). Además, la presencia de las acciones eléctricas en la atmósfera, debido a la acumulación de enormes cargas estáticas de corriente generada probablemente por la fricción del aire sobre sí mismo, puede dar cuenta de los diversos fenómenos del rayo y de las tormenta s. Otras causas que producen electricidad en la atmósfera son, la evaporación desde la superficie de la Tierra, los cambios químicos que tienen lugar sobre la superficie de la Tierra, y la expansión, la condensación, y la variación de la temperatura de la atmósfera y de la humedad contenida en él.
Según M. Peltier, el globo terrestre es completamente negativo, y el espacio interplanetario positivo; la atmósfera por sí misma no tiene electricidad, y está solo en un estado pasivo, de modo que los efectos observados se deben a la influencia relativa de estos dos grandes almacenes de electricidad. Los investigadores están dispuestos a asumir que el globo terrestre posee, al menos en su parte sólida, un exceso de electricidad negativa, y que es lo mismo con los cuerpos colocados en su superficie, pero parece deducirse de ello, a partir de las diferentes observaciones formuladas, que el ambiente en sí está electrificado positivamente. Esta electricidad positiva, evidentemente, surge de la misma fuente que la negativa del globo. Es probable que sea, esencialmente, en los vapores acuosos con los que la atmósfera está siempre más o menos llena, donde reside, en lugar de en las partículas del aire de sí mismo.
Las mediciones de la electricidad atmosférica puede ser vistas como mediciones de la diferencia de potencial entre un punto de la superficie de la Tierra, y un punto en alguna parte en el aire encima de ella. Se ha encontrado que la atmósfera en diferentes regiones tiene a menudo diferentes potenciales locales, que difieren del potencial de la tierra a veces incluso hasta en 100 voltios por cada metro de altura. 
El campo electrostático y la diferencia de potencial del campo terrestre de acuerdo con las investigaciones, es en verano de 60 a 100 voltios, y en invierno de 300 a 500 voltios por metro de diferencia en altura, un simple cálculo da el resultado de que, cuando un colector se dispone, por ejemplo, en el suelo, y un segundo colector está montado verticalmente sobre ella a una distancia de 2000 metros y ambos están conectados por un cable de conducción, hay una diferencia de potencial en el verano de alrededor de 2.000.000 voltios y en invierno incluso de 6.000.000 voltios y más. Patente de EE. UU. 1.540.998,La conversión de Electricidad Atmosférica.
En las regiones superiores de la atmósfera, el aire está altamente enrarecido, y conduce como los gases rarificados en los tubos de Geissler. El aire de la capa inferior es, cuando está seco, no conductor. El estrato superior se cree que está cargada de electricidad positiva, mientras que la superficie de la Tierra está cargada negativamente; el estrato de aire más denso entre ellas actúa como el vidrio de la botella de Leyden, manteniendo las cargas opuestas separadas. La teoría de la electricidad atmosférica, explica también otros muchos fenómenos; la electricidad libre, que se manifiesta durante las tormentas, siendo la causa de los truenos, y la electricidad de baja tensión, que se manifiesta durante una visión de la aurora boreal, y causando este último fenómeno.
La atmósfera eléctrica es la causa más frecuente que detiene o impide las transmisiones eléctricas. Durante las tormentas, se ha observado que algunos aparatos funcionan de forma irregular, interrumpiendo el paso de las corrientes fuertes de forma instantánea y, a menudo se produce sobre los aparatos en las oficinas, entre las puntas metálicas, chispas brillantes; en los sistemas telegráficos las armaduras de los electroimanes son atraídas con gran fuerza, y los cables y otras sustancias metálicas de los instrumentos fundidos. Se observan también, aunque más raramente, corrientes, que continúan durante más o menos tiempo, que impiden el funcionamiento de los sistemas de comunicación.

### Variaciones
Ha habido varias conjeturas especulativas sobre el origen de estos periodos meteorológicos semi-diurnos, pero han sido generalmente de carácter secundario. Una causa principal, evidentemente, debe atribuirse a los muchos procesos complejos que se deben a la termodinámica de la radiación. Se cree que con la experiencia suficiente las fórmulas que se han deducido aquí, e ilustró, se pueden utilizar para obtener otros valiosos datos sobre las actividades atómicas y subatómicas implicadas en las variaciones de los términos fundamentales y sus muy numerosos derivados.
Las variaciones diurnas encontrados por las indicaciones diarias (durante el buen tiempo) mostraron dos máximos que se producen en verano con aproximadamente doce horas de separación y dos mínimos, que en verano fueron aproximadamente con nueve horas de diferencia. Los máximos se corresponden bastante bien con las horas de los cambios de temperatura, los mínimos con los de temperatura constante. La electricidad atmosférica, considerada de manera general, alcanza su máximo en enero, y luego disminuye progresivamente hasta el mes de junio, en que presenta un mínimo de intensidad; aumenta durante los meses siguientes hasta final del año. La diferencia entre el máximo y el mínimo es mucho más sensible para un buen clima en que durante el tiempo nublado. Durante los diferentes meses, la electricidad del aire es más fuerte cuando el cielo está sereno que cuando está nublado, excepto hacia los meses de junio y julio, cuando la electricidad alcanza un máximo, cuyo valor es aproximadamente el mismo, cualquiera que sea ser el estado del cielo.
La intensidad eléctrica observada durante las nieblas, tiene una media, de casi exactamente el mismo valor que el observado durante las nevadas. Este valor es muy alto, y corresponde a la medida máxima observada para los primeros y los últimos meses del año. Un hecho muy notable que se desprende de la observación reciente, es que la humedad actúa de una manera totalmente diferente en los meses fríos y en las calientes; aumenta la electricidad en los meses de invierno, disminuyéndola en los meses de verano. El hecho fundamental es que la humedad actúa de dos maneras, cuyos efectos tienden a oponerse uno al otro. Por un lado, facilita la evacuación de la electricidad acumulada en las regiones superiores de la atmósfera al estrato en el que se hace la observación; por otra parte, facilita la evacuación en el terreno de la electricidad que este estrato posee: Así, por un lado, aumenta la intensidad de las manifestaciones eléctricas del instrumento, por otro lado, la disminuye.

### Espacio exterior y espacio cercano

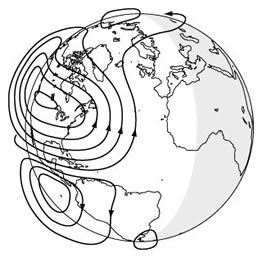
Corrientes eléctricas creadas en la ionosfera por el Sol.

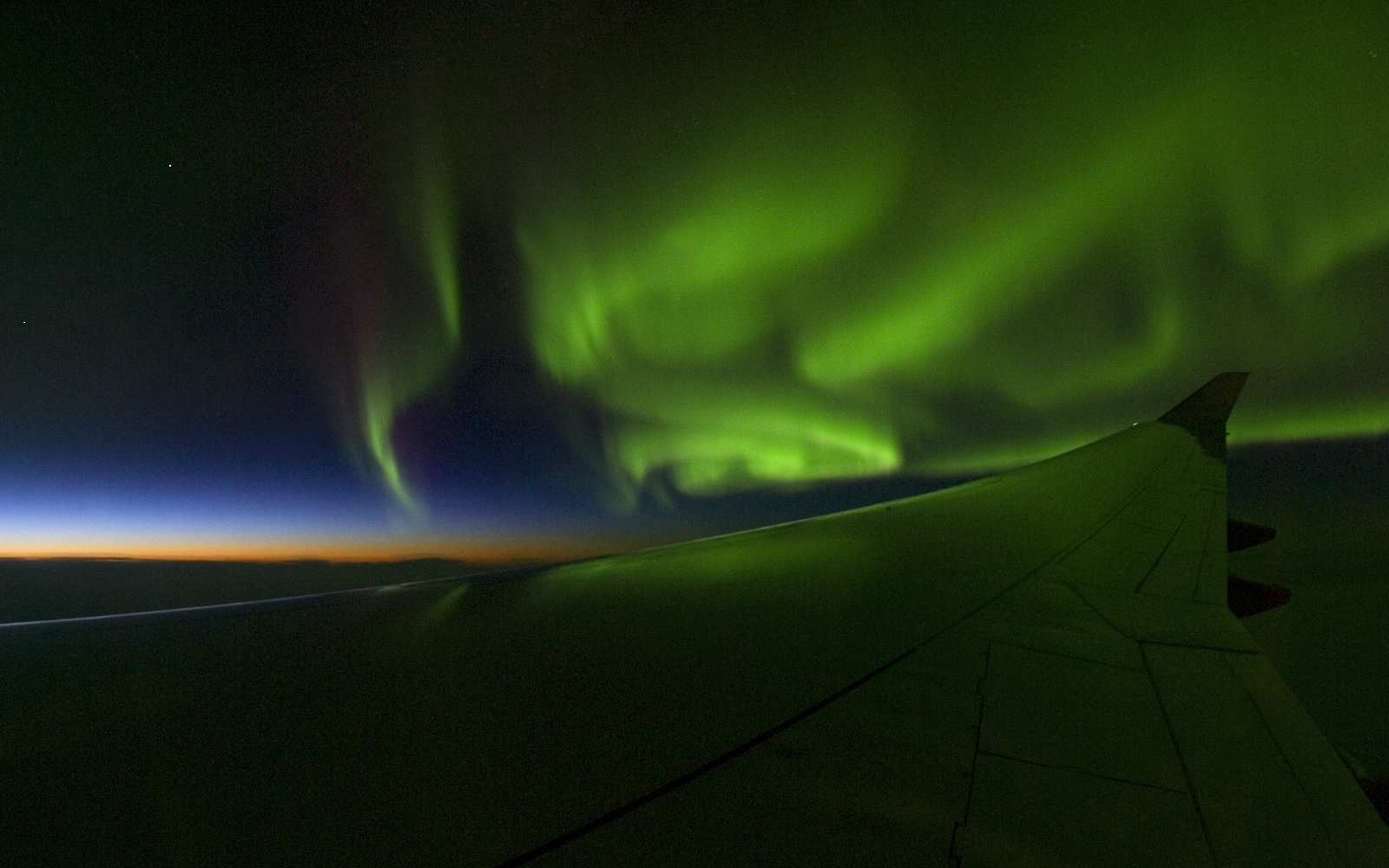
Aurora boreal vista sobre Canadá, a 11000 m de altitud.

En el espacio exterior, la magnetopausa fluye a lo largo de la frontera entre la región alrededor de un objeto astronómico (denominada "magnetosfera") y alrededor del plasma, en la que predominan los fenómenos eléctricos u organizados por este campo magnético. La Tierra está rodeada de una magnetosfera, así como los planetas magnetizados Júpiter, Saturno, Urano y Neptuno. Mercurio está magnetizado, pero muy débilmente para atrapar el plasma. Marte tiene magnetización superficial irregular. La magnetosfera es el lugar donde la presión magnética hacia el exterior del campo magnético de la Tierra se ve compensada por el viento solar, un plasma. La mayoría de las partículas solares son desviadas a cada lado de la magnetopausa. Sin embargo, algunas partículas quedan atrapadas dentro del campo magnético de la Tierra y forman cinturones de radiación. El cinturón de radiación de Van Allen es un toro de partículas cargadas de energía (es decir, un plasma) alrededor de la Tierra, atrapadas por el campo magnético de la Tierra. 
En altitudes superiores a las nubes, la electricidad atmosférica forma un continuo y diferenciado elemento (llamado electrosfera) que rodea la Tierra. La capa de la electrosfera (de decenas de kilómetros desde la superficie de la tierra a la ionosfera) tiene una alta conductividad eléctrica y está esencialmente a un potencial eléctrico constante. La ionosfera es el borde interior de la magnetosfera y es la parte de la atmósfera que está ionizada por la radiación solar. (La fotoionización es un proceso físico en el que un fotón incide sobre un átomo, ion o molécula, dando lugar a la expulsión de uno o más electrones). 

### Aurora polar
La Tierra está constantemente inmersa en el viento solar, un flujo enrarecido de plasma caliente (gas de electrones libres e iones positivos) emitido por el Sol en todas direcciones, a consecuencia de los millones de grados de calor de la capa más externa del Sol, la corona solar. El viento solar por lo general llega a la Tierra con una velocidad de unos 400 km/s, una densidad de alrededor de 5 iones/cc y una intensidad del campo magnético de alrededor de 2.5 nT (nanoteslas; el campo magnético de la superficie terrestre es típicamente de unos 30 000−50 000 nT). Estos son valores típicos. Durante las tormentas magnéticas en particular, los flujos pueden ser de varias veces más rápidos; el campo magnético interplanetario (FMI) también puede ser mucho más fuerte. 
El FMI se origina en el Sol, relacionada con el campo de las manchas solares, y sus líneas de campo (líneas de fuerza) son arrastrados por el viento solar. Eso por sí solo tiende a alinearlos en la dirección Sol-Tierra, pero la rotación del Sol los distorsiona (en la Tierra) alrededor de 45 grados, de modo que las líneas de campo que pasan la Tierra pueden comenzar cerca del borde occidental (el "limbo") del sol visible. 
Cuando el viento solar se perturba, transfiere fácilmente energía y material a la magnetosfera. Los electrones y los iones en la magnetosfera que está de este modo energetizados se mueven a lo largo de las líneas del campo magnético hacia las regiones polares de la atmósfera.

### Cavidad ionosfera-Tierra
La diferencia de potencial entre el ionosfera y la de la Tierra se mantiene por la acción de bombeo de las descargas de los rayos de las tormentas. En la cavidad ionosfera-Tierra, el campo eléctrico y la conducción de la corriente en la atmósfera inferior están controladas principalmente por iones. Los iones tienen parámetros característicos tales como la movilidad, el tiempo de vida, y la tasa de generación que varían con la altitud. 
La resonancia Schumann es un conjunto de picos espectrales en la parte de ELF del espectro del campo electromagnético de la Tierra. La resonancia Schumann se debe a que el espacio entre la superficie de la Tierra y la ionosfera conductora actúa como una guía de ondas. Las reducidas dimensiones de la Tierra causan que esta guía de ondas actúe como una cavidad resonante para las ondas electromagnéticas. La cavidad es, naturalmente, excitada por la energía de los rayos.

### Capas de la atmósfera

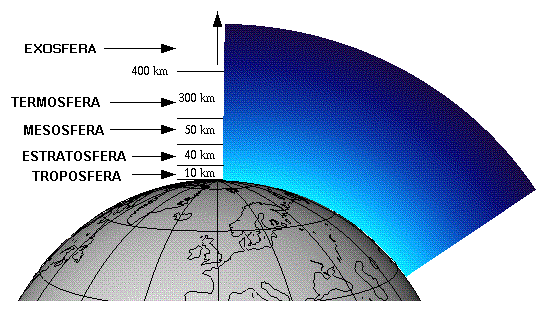
Relación entre la atmósfera y la ionosfera.

La conductividad de la atmósfera aumenta exponencialmente con la altitud. Las amplitudes de los componentes eléctricos y magnéticos dependen de la estación del año, de la latitud, y de la altura sobre el nivel del mar. Al aumentar la altitud la electricidad atmosférica se hace más abundante. La exosfera es la capa más superficial de la atmósfera y se estima que ocupa de 500 a 1000 km sobre la superficie de la Tierra, y su límite superior en alrededor de 10 000 km. La termosfera (atmósfera superior) es la capa de la atmósfera de la Tierra que está directamente encima de la mesosfera y directamente debajo de la exosfera. Dentro de esta capa, la radiación ultravioleta causa la ionización. Muchas teorías se han propuesto para explicar el fenómeno de la aurora polar, pero se ha demostrado por experimentos que se debe a corrientes de electricidad positiva al pasar de las regiones más altas de la atmósfera a la tierra.
La mesosfera (parte media de la atmósfera) es la capa de la atmósfera de la Tierra que está directamente sobre la estratosfera y directamente debajo de la termosfera. La mesosfera se encuentra a unos 50-80/85 km sobre la superficie de la Tierra. La estratosfera (parte media de la atmósfera) es una capa de la atmósfera terrestre que se estratifica por temperaturas y que se encuentra situada entre unos 10 y 50 km de altitud sobre la superficie a latitudes moderadas, mientras que en los polos empieza a unos 8 km de altitud. La estratosfera se encuentra directamente sobre la troposfera y directamente debajo de la mesosfera. La troposfera (parte inferior de la atmósfera) es la capa más densa de la atmósfera. 
La capa límite planetaria (CLP), también conocida como la capa límite atmosférica (CLA), es la parte más baja de la atmósfera y su comportamiento está directamente influido por su contacto con la superficie planetaria. También se conoce como la "capa de intercambio". 
Hay un gradiente de potencial a nivel del suelo, que corresponde a la carga negativa en y cerca de la superficie de la Tierra. Este gradiente de potencial negativo disminuye rápidamente a medida que aumenta la altitud. La mayor parte de este gradiente de potencial se encuentra en los primeros kilómetros. Por el contrario, el gradiente de potencial positivo aumenta rápidamente a medida que aumenta la altitud. 

### Tormentas eléctricas y rayos

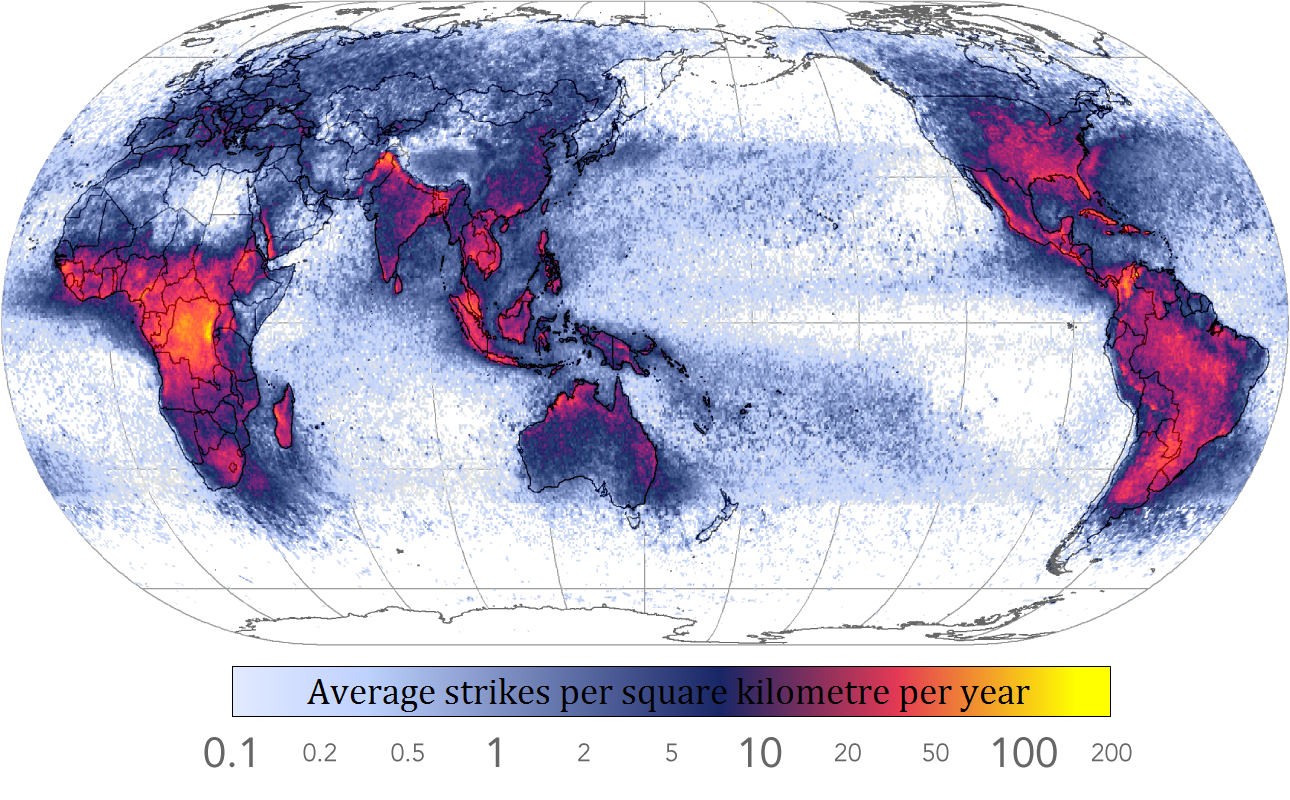
Mapa mundial que muestra la frecuencia de los rayos, en destellos por km² por año (proyección en áreas iguales). Los rayos caen con mayor frecuencia en la República Democrática del Congo. Datos combinados del Optical Transient Detector (1995-2003) y del Lightning Imaging Sensor (1998-2003).

Si se conoce la cantidad de agua que se condensa y, posteriormente, precipita de una nube, entonces se puede calcular la energía total de una tormenta. Por término medio, en una tormenta, la energía liberada asciende a cerca de 10.000.000 kilovatios-hora (3,6 ((e | 13)) julio), lo que es equivalente a unos 20 kilotones. Una gran tormenta eléctrica podría llegar a tener de 10 a 100 veces más energía.
Como se forman inicialmente los rayos sigue siendo un tema de debate: Los científicos han estudiado causas que van desde las perturbaciones atmosféricas (viento, humedad y presión atmosférica) al impacto del viento solar y a la acumulación de partículas solares cargadas. El hielo en el interior de una nube se piensa que es un elemento clave en el desarrollo de los rayos, y puede causar una separación forzosa de las cargas positivas y negativas dentro de la nube, ayudando así a la formación del rayo.
Un relámpago medio transporta una corriente eléctrica negativa de 40 kiloamperios (kA) (aunque para algunos relámpagos puede ser de hasta 120 kA), y las transferencias de carga de 5 coulombio s y 500 MJ, o la energía suficiente para alimentar a una bombilla de 100 vatios durante dos meses. La tensión depende del relámpago, con una ruptura dieléctrico del aire de tres millones de voltio s por metro, esto supone aproximadamente un gigavoltio (mil millones de voltios) para un relámpago de 300 m. Con una corriente eléctrica de 100 kA, esto supone una potencia de 100 teravatios. Sin embargo, el desarrollo del rayo principal no es una simple cuestión de ruptura dieléctrica, y los campos eléctricos del ambiente requeridos para la propagación del rayo principal puede ser algunos órdenes de magnitud menor que la fuerza de ruptura dieléctrica. Además, el gradiente de potencial dentro de un canal de regreso bien desarrollado es del orden de cientos de voltios por metro o menor debido a la intensa ionización del canal, resultando en una potencia verdadera del orden de megavatios por metro para una corriente de retorno vigorosa de unos 100 kA.

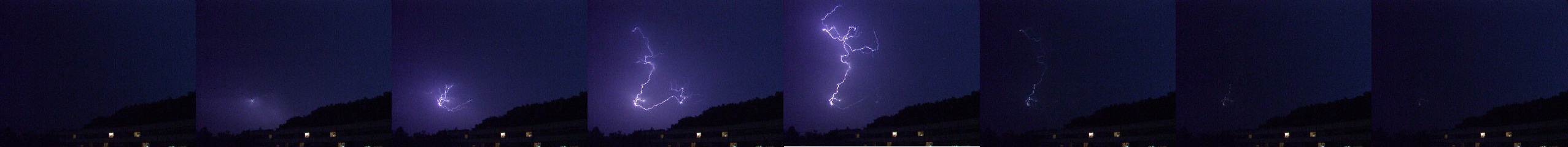
Secuencia de un rayo (duración: 0.32 segundos)

### Electrificación en el aire
La electrostática consiste en la acumulación de carga en la superficie de los objetos debido al contacto con otras superficies. A pesar de que el intercambio de carga ocurre siempre que dos superficies contactan y se separan, los efectos del intercambio de carga en general solo se nota cuando al menos una de las superficies tiene una alta resistencia a la corriente eléctrica. Esto se debe a las cargas que se transfieren hacia o desde la superficie de alta resistencia, son más o menos atrapados allí durante un tiempo suficientemente largo para que sus efectos se observen. Estas cargas permanecen entonces en el objeto hasta que sean descargadas a tierra o sean rápidamente neutralizadas por una descarga: por ejemplo, el familiar fenómeno de la 'chispa' estática es causada por la neutralización de la carga acumulada en el cuerpo en contacto con superficies no conductoras.
El fuego de San Telmo es un fenómeno eléctrico en el que se crea un  plasma luminoso por una descarga en corona procedente de un objeto con conexión a tierra. El rayo en bola es a menudo erróneamente identificado como un fuego de San Telmo. Son fenómenos separados y distintos. Aunque se denomina “fuego”, el fuego de San Telmo es, de hecho, un plasma. El fuego de San Telmo es otra fase de la electricidad atmosférica a ser considerada en este contexto. Es también conocido como fuego de San Elías, de Santa Clara, de San Nicolás y de Helena. El fenómeno se observa, por lo general durante una tormenta, en las copas de los árboles, torres, etc, o en las cabezas de los animales, como un cepillo o estrella de luz.
El campo eléctrico alrededor del objeto en cuestión causas la ionización de las moléculas de aire, produciendo un débil resplandor visible en condiciones de poca luz. Se requieren aproximadamente 1.000 - 30.000 kV por centímetro para inducir St. Elmo's Fire, sin embargo, este número depende mucho de la geometría del objeto en cuestión.
La solución de la ecuación de Poisson para determinar la intensidad del campo eléctrico alrededor de los colectores nos muestra que los campos eléctricos más altos estarán alrededor de los puntos agudos; cuanto más nítida es la punta, mayor es el campo eléctrico. 
Esto hace que en dichas puntas tienden a exigir menores niveles de voltaje para producir el mismo resultado ya que los campos eléctricos están más concentradas en las zonas de alta curvatura, por lo que las descargas son más intensas en el extremo de los objetos con puntas.
Actualmente se está retomando la idea de Hermann H. Plauson, que ya en 1922 propuso recolectar electricidad de la atmósfera mediante una red de globos de helio con la superficie metálica recubierta con agujas de aleaciones de zinc y de radio, y estacionados a una cierta altitud. Hoy en día estos globos estarían recubiertos con pinturas nanoconductoras (a base de grafeno, o de nanotubos de carbono) para incrementar la superficie de «contacto con la atmosfera» y aumentar el efecto corona que se produce a nivel nanométrico, aumentando de manera significativa el intercambio iónico de cargas, pudiéndose llegar a "recolectar" órdenes de magnitud 30 mA/m² >> 2 pA/m², según las condiciones atmosféricas de la zona.
El fuego de San Telmo y las chispas normales pueden aparecer cuando un voltaje eléctrico alto afecta a un gas. El fuego de San Telmo se observa durante las tormentas eléctricas, cuando el suelo debajo de la tormenta está eléctricamente cargado, y hay un alto voltaje en el aire entre la nube y el suelo. Las lágrimas de tensión apartan las moléculas de aire y el gas comienza a brillar. El nitrógeno y el oxígeno en la atmósfera terrestre hacen que el fuego de San Telmo fluorezca con luz azul o violeta; lo que es similar al mecanismo que hace brillar las luces de neón.

## Investigación
Para detectar la presencia de la electricidad libre en el aire, una varilla puntiaguada de metal se levantó en el aire varios metros y se conectó su extremo inferior con un electroscopio de láminas de oro. Cuando esta varilla se proyecta en el aire unos pocos metros de las hojas divergen. Las cometas y los globos se han utilizado también para detectar y, por así decir, descargar la electricidad libre del aire. El origen de la electricidad atmosférica es aún desconocido. Algunos físicos la han atribuido a la fricción del aire con el suelo, otros a la oxidación gradual de la vida vegetal y animal, otros de nuevo a la evaporación, a la inducción del sol, y las diferencias de temperatura.

### Baja altitud
Para comprobar el estado eléctrico de la atmósfera cerca de la superficie de la tierra, es suficiente el electrómetro de Volta. Un electrómetro es un instrumento que sirve para indicar y medir la electricidad. El que acabamos de mencionar se compone de un tarro de cristal, coronado por una varilla metálica puntiaguda, y en el extremo inferior de la varilla, que entra en el tarro, están unidas débilmente dos finas láminas. La varilla puntiaguda, recoge la electricidad del aire, los dos láminas quedan entonces igualmente electrificadas y se repelen una de otra, la amplitud de la divergencia, mide la intensidad del fluido.

### Alta altitud
Los experimentos se realizan en las regiones más altas de la atmósfera con la ayuda de cometas y globos. La cadena de la cometa debe ser de un conductor fino, a fin de transmitir la electricidad desde el cielo, y también debe estar aislado, uniendo el extremo inferior, a un cordón de seda o una columna de vidrio. Pequeños globos estacionarios se emplean a veces, cuyas cadenas son acondicionadas y cerradas de la misma forma. Ocasionalmente los meteorólogos ascienden en globos a fin de hacer observaciones.

### Rayo
Un cohete de rayos consiste en un lanzador de cohetes que está en comunicación con un dispositivo de detección que mide la presencia de los cambios electrostáticos e iónicos en las proximidades del lanzador de cohetes que también dispara el cohete lanzador. Este sistema está diseñado para controlar el tiempo y la ubicación de un rayo. 

### Publicaciones científicas
Artículos
- Anderson, F. J., and G. D. Freier, "Interactions of the thunderstorm with a conducting atmosphere". J. Geophys. Res., 74, 5390-5396, 1969.
- Brook, M., "Thunderstorm electrification", Problems of Atmospheric and Space Electricity. S. C. Coroniti (Ed.), Elsevier, Ámsterdam, pp. 280-283, 1965.
- Farrell, W. M., T. L. Aggson, E. B. Rodgers, and W. B. Hanson, "Observations of ionospheric electric fields above atmospheric weather systems", J. Geophys. Res., 99, 19475-19484, 1994.
- Fernsler, R. F., and H. L. Rowland, "Models of lightning-produced sprites and elves". J. Geophys. Res., 101, 29653-29662, 1996.
- Fraser-Smith, A. C., "ULF magnetic fields generated by electrical storms and their significance to geomagnetic pulsation generation". Geophys. Res. Lett., 20, 467-470, 1993.
- Krider, E. P., and R. J. Blakeslee, "The electric currents produced by thunderclouds". J. Electrostatics, 16, 369-378, 1985.
- Lazebnyy, B. V., A. P. Nikolayenko, V. A. Rafal'skiy, and A. V. Shvets, "Detection of transverse resonances of the Earth-ionosphere cavity in the average spectrum of VLF atmospherics". Geomagn. Aeron., 28, 281-282, 1988.
- Ogawa, T., "Fair-weather electricity". J. Geophys. Res., 90, 5951-5960, 1985.
- Sentman, D. D., "Schnmann resonance spectra in a two-scale-height Earth-ionosphere cavity". J. Geophys. Res., 101, 9479-9487, 1996.
- Wåhlin, L., "Elements of fair weather electricity". J. Geophys. Res., 99, 10767-10772, 1994.

General
- Louis Agricola Bauer, John Adam Fleming, Terrestrial Magnetism and Atmospheric Electricity. University of Cincinnati 1919.